# أغافاوية
الأغافاوية (الاسم العلمي: Agaveae) هي قبيلة من النباتات تتبع فصيلة الهليونية من الرتبة الهليونيات.

## أجناس الأغافاوية
- الأغاف